# Крутологское сельское поселение
Крутоло́гское се́льское поселе́ние — муниципальное образование Белгородского района Белгородской области России.
Административный центр — село Крутой Лог.

## История
Крутологское сельское поселение образовано 20 декабря 2004 года в соответствии с Законом Белгородской области № 159.
21 июня 2019 года село Топлинка было передано в Крутологское сельское поселение из Никольского сельского поселения, а из Крутологского сельского поселения 29 ноября 2019 года в городское поселение «Посёлок Разумное».

## Население
| 2010  | 2011  | 2012  | 2013  | 2014  | 2015  | 2016  | 2017  | 2018  |
| ----- | ----- | ----- | ----- | ----- | ----- | ----- | ----- | ----- |
| 1737  | ↗1738 | ↗1807 | ↗1863 | ↗1924 | ↘1884 | ↗1912 | ↘1898 | ↘1887 |
| 2019  | 2020  | 2021  |       |       |       |       |       |       |
| ↗1956 | ↘1676 | ↗1951 |       |       |       |       |       |       |

## Состав сельского поселения
| № | Населённый пункт | Тип населённого пункта       | Население |
| - | ---------------- | ---------------------------- | --------- |
| 1 | Карнауховка      | село                         | ↘94       |
| 2 | Крутой Лог       | село, административный центр | ↗1393     |